# Biancuccia (grano)
Il grano biancuccia o Biancolilla o Bianculidda (T. durum Desf. var. leucomdan (Alef.) Koern.) è un grano duro siciliano antico rinvenuto a Salemi e vicino Marsala.

## Caratteristiche
È una varietà di frumento che fa parte del gruppo dei tetraploidi (possiede 28 cromosomi).
Perrino dell'Istituto del Germoplasma - CNR, di Bari, nel 1983 lo descrive così:

«la spiga ha una media lunghezza (7 cm) oblunga o fuso su tutta la faccia, fuso attraverso il profilo, compatto.
Il glume ha una lunghezza più del doppio della larghezza, bianca con sfumature gialle e in molti casi con striature nere, chiglia liscia e leggermente ricurva, becco leggermente ricurvo e lungo da 1 a 2 mm, spalla elevata edi media larghezza.
La cariosside è lunga da 7 a 8 mm di lunghezza, ambra o rossa, traslucida, ovale ed ellittica, sezione trasversale triangolare o cuoriforme, profilo leggermente dorsale gibboso, solco di media larghezza, di media profondità, con forma arrotondata o bordi leggermente arrotondati, tessitura vitrea, pennello corto, sottile epoco esteso, scutello ovoidale e di media lunghezza.»
È una varietà che predilige suoli profondi, freschi e ricchi, ha una produttività buona con circa 11 quintali per ettaro.
È una varietà di grano duro che il Ministero dell'agricoltura, della sovranità alimentare e delle foreste, ha iscritto nel Registro nazionale delle varietà da conservazione di specie agrarie e delle specie ortive, con il DM di Iscrizione del 05/03/2018 (N. 9786)-G.U.N. 76 del 31/03/2018.